# Justin Leonard
Justin Leonard, född 15 juni 1972 i Dallas i Texas, är en amerikansk professionell golfspelare.
Leonard studerade vid University of Texas och blev individuell mästare i NCAA Division I Men's Golf Championships 1994. Som professionell golfspelare blev han riktigt känd när han 1997 vann majortävlingen The Open Championship. I maj 2005 hade han vunnit tio tävlingar på den amerikanska PGA-touren. Utöver segern i The Open så är hans största seger då han vann The Players Championship 1998.
Leonard deltog i det amerikanska Ryder Cup-laget 1997 och 1999.

## Meriter

### Majorsegrar
- 1997 The Open Championship

### PGA-segrar
- 1996 Buick Open
- 1997  Kemper Open
- 1998 The Players Championship
- 2000 Westin Texas Open at LaCantera
- 2001 Texas Open at LaCantera
- 2002 Worldcom Classic - The Heritage of Golf
- 2003 Honda Classic
- 2005 Bob Hope Chrysler Classic, FedEx St. Jude Classic

### Lagtävlingar
- Eisenhower Trophy: 1992
- Walker Cup: 1993
- The Presidents Cup: 1996, 1998, 2003, 2005
- Ryder Cup: 1997, 1999
- Dunhill Cup: 1997
- World Cup of Golf: 1997, 2003